# 마크 오브 더 뱀파이어
마크 오브 더 뱀파이어(Mark Of The Vampire)는 미국에서 제작된 토드 브라우닝 감독의 1935년 공포, 미스터리 영화이다. 라이오넬 베리모어 등이 주연으로 출연하였고 토드 브라우닝 등이 제작에 참여하였다.

## 출연

### 주연
- 라이오넬 베리모어
- 엘리자베스 앨런

### 조연
- 벨라 루고시
- 리오넬 앳윌
- 진 허숄트
- 헨리 워즈워스

## 제작진
- 미술: 세드릭 기븐스
- 의상: 아드리안